# Tvind
Tvind er et skolesamvirke der blev grundlagt af Mogens Amdi Petersen (og en række andre mennesker fra Lærergruppen) i 1970 med oprettelsen af Den Rejsende Højskole. I 1972 købte de en ejendom ved Ulfborg i Vestjylland, ved navn Tvind, som blev hovedbase for deres store ekspansion. Samme år åbnede Det Nødvendige Seminarium der skulle uddanne lærere efter Tvinds principper.

## Institutioner
Det som i folkemunde kaldes "Tvind" står for driften af en lang række selvstændige skoler og driver en række projekter rundt om i verden, bl.a.
- De Rejsende Højskoler – bl.a. DRH Sydsjælland ved Faxe Ladeplads, CICD i England og IICD i USA. I Norge holder de til på Øyer 36 km fra Lillehammer.[1]
- Det Nødvendige Seminarium – en 4-årig læreruddannelse.
- Ulandshjælp fra Folk til Folk (UFF) med afdelinger i både Danmark, resten af Europa, Nordamerika og en række projekter i det sydlige Afrika. I disse lande kaldes UFF for Development Aid from People to People (DAPP), Ajuda de Desenvolvimento de Povo para Pove (ADPP) eller Humana People to People.
- En række kommunegodkendte opholdssteder og botilbud for utilpassede børn og unge. En liste over disse tilbud findes på TVINDportalen.
- En række centrale fonde der direkte eller indirekte ejer værdier for flere hundrede millioner kroner.
- Vindkraftværket Tvindkraft som med sine 54 meter var Danmarks største vindmølle i perioden 1978–2000. Tvindkraft blev bygget af elever og lærere fra tvindskolerne i perioden 1975-78 som et praktisk eksempel på at det kunne lade sig gøre at bruge vedvarende energi på en moderne måde. Tvindkraft var en af de første moderne vindmøller i Danmark. Tvindkraft producerer 1 mio. kWt om året.

I 2007 er der følgende institutioner på Det Internationale Skolecenter Tvind ved Ulfborg:
- Det Nødvendige Seminarium med studerende fra hele Europa. DNS er et privat og uafhængigt seminarium.
- Praktisk Teoretisk Grunduddannelse – PTG – en slags ungdomshøjskole godkendt som "botilbud for voksne" for 25 unge voksne.
- Den Internationale Efterskole og Friskolen i Tvind, med elever i alderen 13 – 17 år.
- Botilbudet på DNS – med plads til 6 voksne med særlige behov.

## Debat om og kritik af Tvind
Det har senere udviklet sig til en stærkt omdiskuteret organisation. Den er blevet beskyldt for at være en kult eller sekt, og for at overtræde fondslovgivningen og udnyttelse af friskolelovene. U-landsarbejdet består blandt andet i indsamling af brugt tøj, som i starten blev sendt til de fattige lande, men som nu sælges i indsamlingslandene, med henblik på at bruge pengene på projekter i den tredje verden.

### Tvindloven
I 1996 fjernedes statstilskuddet til fri- og efterskolerne, efter at folketinget havde vedtaget Tvindloven, og skolerne omdannedes til socialpædagogiske opholdssteder. Loven indeholdt dels bestemmelser der gjorde det til en betingelse for tilskud at skolen var fri og uafhængig efter ministeriets skøn. Og dels opremsede loven de eksisterende tvind-skoler og bestemte, at disse skoler for fremtiden ikke kunne modtage statsstøtte. Den Selvejende Institution i Veddinge Bakker, der var en af de syv navngivne tvindskoler, anlagde sag mod Undervisningsministeriet med påstand om, at lovens § 7 var ugyldig. I 1999 erklærede Højesteret de sidstnævnte dele af loven for grundlovsstridige. Højesteret fandt, at de pågældende bestemmelser udgjorde en afgørelse af en konkret retstvist mellem Tvindskolerne og Undervisningsministeriet og dermed udgjorde en udøvelse af dømmende magt, som altså er forbeholdt domstolene i Grundlovens § 3, 3. pkt. De ugyldige paragraffer blev efterfølgende ophævet. Dette betød dog ikke at Tvindskolerne opnåede ret til støtte, eftersom ministeriet vurderede, at de ikke opfyldte kriterierne om uafhængighed. Undervisningsministeriet gav en af tvindskolerne afslag på støtte, hvorefter sagen blev indbragt for domstolene, hvor Højesteret i 2009 afsagde dom, hvorefter der ikke var grund til at tilsidesætte Undervisningsministeriets beslutning.
Dommen blev ganske usædvanligt trykt i lovtidende. Martin Østergaard-Nielsen har skrevet en bog, "Når demokratiet slår hårdt" ISBN 87-90528-17-4, der omhandler det politiske og retslige forløb, der i offentligheden er blevet kaldt "Tvindsagen".

### Straffesag
En langvarig retssag mod ledende medlemmer af Lærergruppen endte med frifindelse af syv af de otte tiltalte i august 2006, fordi det lykkedes at bevise, at alle de projekter, som havde modtaget penge, fandtes i juridisk forstand, selvom de måske ikke var særligt velfungende projekter. Anklagemyndighenden mente dog at der var grund til at anke dommen.
Poul Jørgensen blev i Vestre Landsret idømt ubetinget fængsel i to år og seks måneder. I alt blev Poul Jørgensen fundet skyldig i medvirken til underslæb for et beløb på ca. 15 mio. kr.,  i skattesvig for et beløb på ca. 14 mio. kr. med en skatteværdi på ca. 5 mio. kr. vedrørende fondens skatteansættelse, og for et beløb på ca. 39 mio. kr. med en skatteværdi på ca. 16. mio. vedrørende bidragydernes skatteansættelser. Landsretten frakendte indtil videre Poul Jørgensen retten til at være stifter af eller direktør eller medlem af bestyrelsen i et selskab med begrænset ansvar, et selskab eller en forening, som kræver særlig autorisation, eller en fond.
Mogens Amdi Petersen o.a. er fortsat efterlyst af Interpol.

### Straffesag i Norge
I 1993 tog den da 24-årige Hanne Mari Otterbech Mørk fra Stavanger den rejsende højskole på Lillehammer til retten i Norge efter sit ophold ved skolen i 1987. Hun tabte først i Sør-Gudbransdal herredsrett i 1990, stadfæstet i Eidsivating lagmannsrett, skønt de psykiatrisk sagkyndige samstemte i, at skoleopholdet var årsag til hendes posttraumatiske belastningsreaktion. Mørk slap dog for at dække modpartens sagsomkostninger, da lagmannsretten fandt sagen af principiel vigtig betydning, men mente, at skaden ikke opstod som følge af uagtsomhed fra skolens side, og at erstatningsansvar derfor ikke forelå. Bergens Tidende beskrev i en artikelserie i 1992, hvordan Tvind-bevægelsen ved hjælp af læreres og elevers gratisarbejde byggede et finansimperium op, styret af en håndfuld Tvind-veteraner. Under retssagen fremkom det, at skolen havde efterladt en 17-årig dreng alene og uden penge på gaden i Finland. Årsagen var, at han ikke havde solgt mange nok postkort for bevægelsen. At efterlade en elev er en meget anvendt straf. Statens lånekasse dokumenterede også svindel, og skolens elever blev opfordret til lovbrud, som at tage bussen uden at løse billet. Skolens politik var at den enkeltes selvtillid skulle nedbrydes for at skabe en ny person. Skete der noget forkert, skulle gruppen diskutere sig til enighed om, hvad der var sket, som en form for historieforfalskning.
Frem til 1983 hed skolen i Norge Den reisende folkehøgskole, men da den ikke blev godkendt som folkehøjskole, pålagde Utdanningsdepartementet den at skifte navn. I 2010 skiftede skolen igen navn, fra Den reisende høgskole til DRH-Norway, da den heller ikke var nogen højskole. Skoledriften, som ikke en gang var godkendt i Norge, er organiseret som en privat, selvejende stiftelse, der på trods af det formelle navnebytte stadig hedder Den reisende høgskole. Som stiftelse faldt skolen under Lotteri- og stiftelsestilsynets tilsynsområde. På sine netsider meldte skolen i 2012 selv, at uddannelsen var godkendt - af myndighederne i Mozambique.
Personlige følelser og kærlighed til naturen anses som forstyrrende elementer i den påbudte virkelighedsopfatning, der er påbudt i skolen. Af 20, der begyndte på det samme kursus som Hanne Mari Otterbech Mørk, fuldførte kun de 8. Disse vidnede til fordel for skolen, men indrømmede, at deres vidneprov var samordnet. Det fremkom også, at en af Tvind-lærerne skrev skolens historiebog Historiens gang efter et besøg hos Pol Pot. Michael Norling, der i sin ungdom var leder af Tvinds Nødvendige Seminarium, skrev positivt om Cambodjas morderiske Khmer Rouge. Alligevel slog Eidsivating lagmannsrett fast, at det ikke var en politisk skole. Mørk påpegede, at Tvind-bevægelsen får støtte fra det samfund, den vil nedbryde.